# Mihai Eminescu
Mihai Eminescu, v křestním listě Mihail Eminovici (15. leden 1850, Botoșani, Moldávie, dnes Rumunsko – 15. červen 1889, Bukurešť), byl rumunský básník, nejvýznamnější představitel tamějšího romantismu.

## Dětství a mládí
Eminescu se narodil ve městě Botoșani na severu historické Moldávie jako sedmé dítě bukovinského statkáře Gheorghe Eminovice a jeho ženy Ralucy Jurașcu, která pocházela z urozené moldavské rodiny. Dětství strávil v Botoșani a nedaleké Ipotești, kde měli jeho rodiče dům. V letech 1858 - 1866 navštěvoval německou školu a poté dvouleté gymnázium v Černovicích. V té době ho velice ovlivnil jeho učitel Aron Pumnul (1818-1866), rumunský jazykovědec, který pro své revoluční názory musel odejít ze Sedmihradska.

## Spisovatelská dráha
Jako spisovatel se Eminescu poprvé projevil r. 1866. V lednu toho roku zemřel Aron Pumnul a skupina jeho studentů zveřejnila pamflet nazvaný Lăcrămioarele învățăceilor gimnaziaști (Slzy gymnazistů). Jeho součástí byla i báseň La mormântul lui Aron Pumnul (U hrobu Arona Pumnula) podepsaná M. Eminovici.
25. února vyšla v pešťském literárním časopise Familia (Rodina) jeho báseň De-aș avea (Kdybych měl). Iosif Vulcan, vydavatel časopisu, mu tenkrát změnil slovanskou koncovku příjmení -ici na rumunštěji znějící Eminescu. Od té doby pravidelně publikoval básně, občas i překlady z němčiny.
Roku 1867 se stal členem divadelní společnosti Iorga Caragialeho, o rok později přešel k Mihailovi Pascalymu. Brzy se usadil v Bukurešti, kde pracoval pro rumunské Národní divadlo. I nadále psal básně a překládal dílo německého divadelního kritika a teoretika Heinricha Theodora Rötschera. Také začal psát svou knihu Geniu pustiu (Promrhaný génius), kterou nikdy nedokončil (vyšla roku 1904 až po Eminescově smrti).

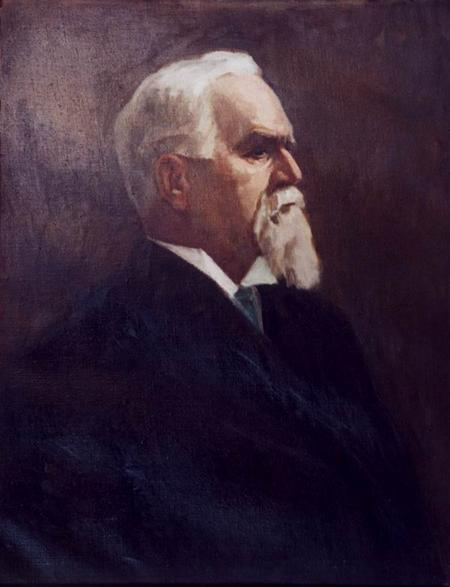
Titu Maiorescu

V dubnu 1869 spoluzakládal literární kroužek Orientul (Orient), který se mj. zajímal o rumunský folklór, pohádky, básně a literární historii. Na konci června byl však spolek rozehnán. Eminescu odešel od Pascalyho a vrátil se do Černovic a Iași, aby znovu navázal kontakty s rodinou. Otec mu slíbil finanční podporu na studiích ve Vídni. V letech 1869 - 1872 navštěvoval filozofickou a právnickou fakultu jako posluchač (neměl maturitu, a proto nemohl studovat). I nadále pokračoval v literárních aktivitách, přátelil se s novinářem a spisovatelem Ioanem Slavicem. Četl hodně historických a filozofických textů, z nichž ho obzvlášť ovlivnilo dílo Arthura Schopenhauera.
Roku 1870 vydal literární spolek Junimea (Omladina) sídlící v Jasech. Jeho báseň Venere și Madona (Venuše a Madona), kterou si získal uznání členů spolku, především úspěšného politika Tita Maioresca. Ten se stal jeho patronem, držel nad Eminescem ochrannou ruku a celý život ho podporoval. Báseň Venere și Madonă zaujala i dalšího člena spolku Iacoba Negruzziho, který se vydal do Vídně, aby se s Eminescem setkal osobně. Negruzzi později popsal, jak ho v kavárně okamžitě poznal podle jeho „romantického“ vzhledu: dlouhých vlasů a nepřítomného zamyšleného pohledu.
V roce 1870 Eminescu napsal pod pseudonymem "Varro" tři články o situaci Rumunů a dalších menšin v rakousko-uherské monarchii. Poté psal pro pešťský časopis Albina (Včela). V letech 1872 - 1874 byl díky stipendiu od spolku Junimea (Omladina) na studiích v Berlíně, v té době se nakazil nemocí syfilis, která měla na svědomí jeho budoucí zdravotní potíže. Maiorescu mu z Botoșani poslal doklad o maturitě, a proto mohl studovat filozofii, historii, ekonomii a právo. V této době byl velice ovlivněn německou literaturou, především lyrikou. Intenzivně se zabýval Schopenhauerem a Kantem, překládal díla Friedricha Schillera či Kantovu Kritiku čistého rozumu. I nadále byl v kontaktu se spolkem Junimea, především s Maiorescem. Ten ho jako rektor univerzity v Jasech chtěl zaměstnat, ale Eminescu se z Berlína vrátil bez jediné složené zkoušky a z údajných rodinných důvodů nechtěl studium dokončit. Proto mu Maiorescu sehnal místo ředitele knihovny v Jasech.

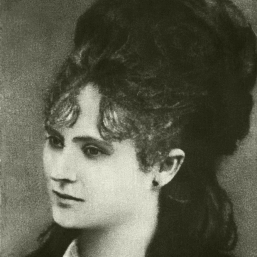
Veronica Micle

V březnu 1872 se Eminescu ve Vídni seznámil s básnířkou Veronicou Micle. Nejprve navštěvoval její literární salón. Jejich přátelství někdy po roce 1875 přerostlo v lásku; Veronica však byla vdaná za profesora univerzity v Jasech, Ștefana Micleho, který byl o třicet let starší než ona, a měla s ním dvě dcery.

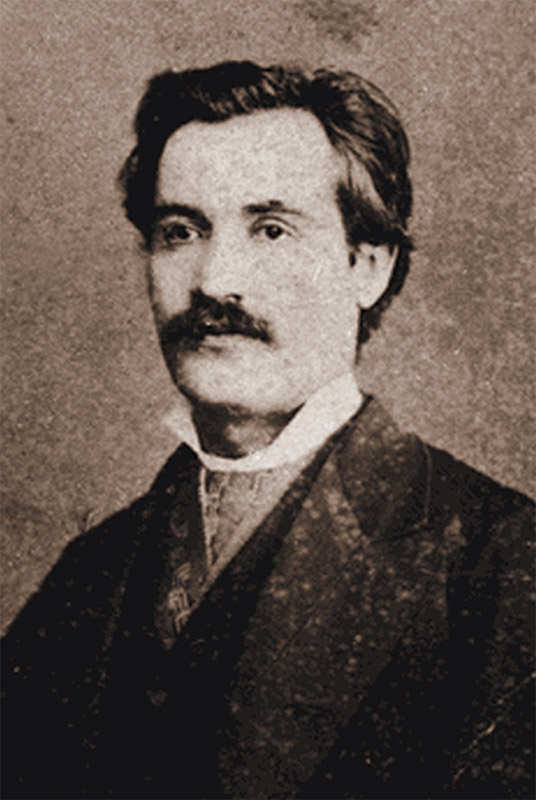
Eminescu v 27 letech

Eminescovým celoživotním přítelem se stal Ion Creangă, vesnický učitel a sběratel pohádek, kterého Eminescu podporoval v psaní a přivedl do spolku Junimea. Pracoval jako školní inspektor v Jasech a blízkém městě Vaslui. Poté, co byl této funkce pomocí intrik zbaven, se stal redaktorem místních novin Curierul de Iași (Jasský kurýr). V něm mj. zveřejnil své básně Melancolie (Melancholie), Lacul (Jezero) a Dorința (Přání).
V Bukurešti se Eminescu spřátelil s Marií von Bardeleben, německou spisovatelkou, která později psala pod pseudonymem Mite Kremnitz. I nadále však jeho láskou zůstávala Veronica Micle.
Roku 1877 se Eminescu odstěhoval do Bukurešti a zanechal Veronicu v Jasech, na což reagovala básněmi plnými smutku. Roku 1879 jí zemřel manžel a ona se vydala za Eminescem do Bukurešti. Básník ji veřejně označil za svou snoubenku, ale k svatbě se nikdy neodhodlal. Jejich vztah zdaleka nebyl idylický. Veronice se v květnu 1880 narodilo mrtvé dítě a Eminescovy milostné sonety z té doby jsou pesimistické, prodchnuté beznadějí a zklamáním.
V té době vedl noviny Timpul (Čas), oficiální list Konzervativní strany. Psal téměř všechny články, což ho velice vyčerpávalo. Jeho články byly často politicky zaměřené a byl nucen v nich prezentovat názory konzervativní strany. Vyjadřoval se mj. proti Berlínské smlouvě, podle níž mělo Rumunsko vydat Rusku jih Besarábie za severní Dobrudžu.
Nadále pak pokračoval ve tvorbě básní. V nich se často negativně vyjadřoval o ženách, což bylo ovlivněno jeho vzorem Schopenhauerem a také možná vlastními zkušenostmi. Stejně jako mnozí další romantičtí básníci Eminescu trpěl vnitřní rozervaností, nikdy nebyl spokojený se svými básněmi a neustále je přepracovával, škrtal a přidával strofy. Proto většina jeho básní existuje v několika verzích.

## Nemoc a smrt

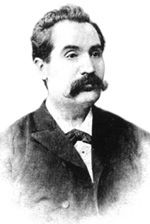
Eminescuův poslední portrét z r. 1887

Od roku 1883 se u něj projevovala duševní choroba, která ovlivňovala i jeho tvůrčí činnost. Na čas byl internován na klinice. Titu Maiorescu se postaral o první knižní vydání jeho básní na přelomu let 1883 a 1884, k němuž napsal předmluvu. Aby neranil Eminescovu hrdost, přesvědčil ho, že jeho hospitalizace byla uhrazena z výnosů básnické sbírky. Roku 1884 Eminescovi zemřel otec a jeden z jeho bratrů spáchal sebevraždu. V rámci rekonvalescence se Eminescu vydal na cestu do severní Itálie v doprovodu jistého Chibiciho, po návratu krátce pracoval jako pomocný knihovník v knihovně v Jasech, kde kdysi působil jako ředitel. Poté musel být znovu hospitalizován. Sbírka jeho básní byla vydána podruhé. V následujících letech se jeho práce v knihovně střídala s pobyty v nemocnici.

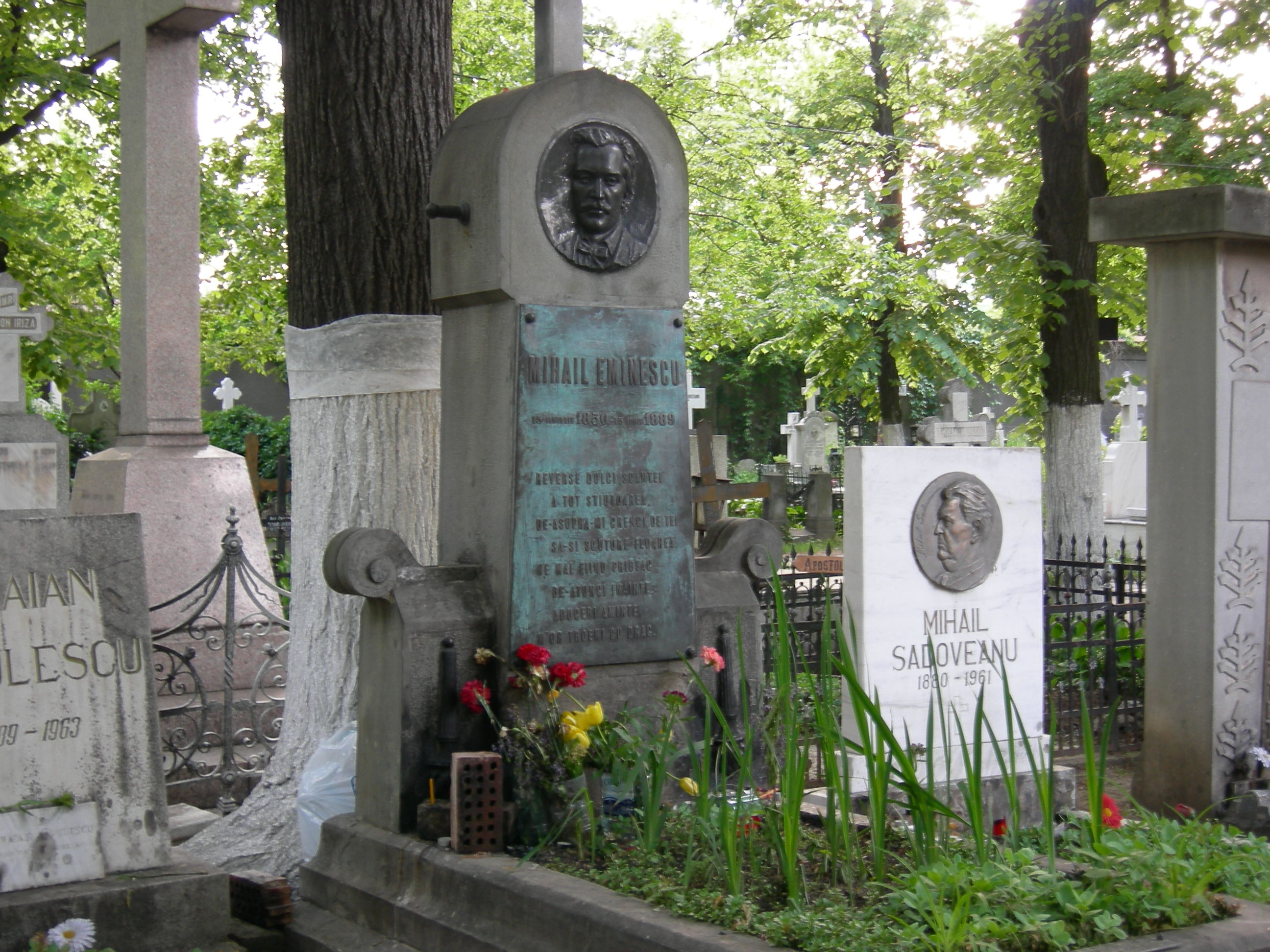
Hrob Mihaie Eminescua

Roku 1888 obdržel Eminescu státní podporu, aby mohl nerušeně dokončit své rukopisy. Zveřejňoval nové básně, přepracovával staré. Toho roku ho Veronica naposledy vzala k sobě do Bukurešti, ale už v únoru 1889 musel být znovu hospitalizován v nemocnici Mărcuța.
Eminescu zemřel v bukurešťském sanatoriu doktora Șuțy v noci na 15. červen 1889. Pitva nebyla řádně provedena a dodnes nebylo spolehlivě objasněno, jestli příčinou smrti byla dědičná duševní choroba (maniodepresivní psychóza) nebo následky syfilidy, jak stanovili lékaři. Eminescu je pohřben na nejslavnějším rumunském hřbitově Bellu v Bukurešti.
Veronica Micle po jeho smrti odešla do kláštera Văratec, kde sepsala knihu Dragoste și Poezie (Láska a poezie), sbírku svých básní a básní, které jí Eminescu věnoval, a opatřila je komentářem. Necelé dva měsíce po jeho smrti spáchala sebevraždu - otrávila se arsenikem. Její dům v Târgu Neamț dnes slouží jako muzeum.

## Dílo
Historik Nicolae Iorga ho pokládá za otce moderního rumunského jazyka. Je považován za největšího rumunského básníka.

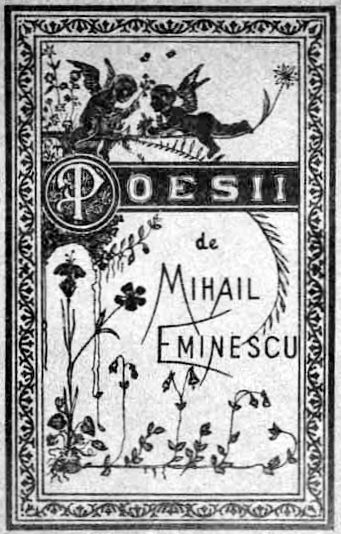
Vydání Básní (1883)

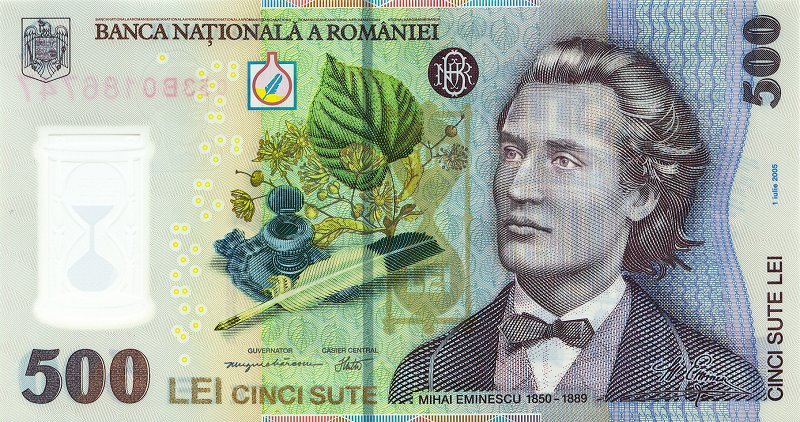
Eminescu na bankovce 500 lei

Jeho básně byly ovlivněny Arthurem Schopenhauerem, jeho pesimismem a nenávistí k ženám. Eminescovy básně zahrnují řadu témat, od přírody a lásky přes nostalgické vzpomínky na dětství až po filozofické a existenciální úvahy
či společenskou kritiku. Byly přeloženy do více než 60 jazyků. Jeho dílo silně ovlivnilo rumunskou kulturu a dodnes je jeho dílo obsáhle probíráno na školách.
- Básně (1883)

- Jeho nejznámější básně:
  - Doină, 1884 - nazváno podle typu staré rumunské lidové písně;
  - Lacul (Jezero), 1876
  - Luceafărul (Večerní hvězda), 1884 - vychází z rumunské lidové pohádky, na kterou Eminescu narazil v Berlíně
  - Floare albastră (Modrý květ), 1884
  - Dorința (Touha), 1884
  - Sara pe deal (Večer na kopci), 1885
  - O, rămii (O, zůstaň), 1884
  - Epigonii (Epigony), 1884
  - Scrisori (Dopisy), 1881
  - Și dacă (A kdyby), 1883
  - Odă (în metru antic) (Óda v antickém metru), 1883
  - Mai am un singur dor (Mám jedno přání), 1883

Poemy:
- Císař a proletář (Împărat și proletar) - napsáno pod vlivem Pařížské komuny (1870-1871)
- Memento mori
- Luceafărul (Hyperion) - inspirováno rumunskou pohádkou Dívka ze zlaté zahrady

Lyrickoepické básně:
- Dopisy, 1881 - kritizuje chování rumunské společnosti po zhroucení ideálů revoluce v roce 1848
- Odešla láska (S-a dus amorul...), 1883
- Pohádka o lese (Povestea codrului), 1878
- Princ z lípy - inspirace folklórem

Próza:
- Ubohý Dionýs (Sărmanul Dionis), 1872-1873 - první fantastická novela v rumunské literatuře
- Cezara
- Geniu pustiu (Promrhaný génius)

Česky:
- Mihai Eminescu: Až září voda tmavá (SNKLU 1964, překlad Vilém Závada)

## Odkaz
Mihai Eminescu je dnes pokládán za rumunského národního básníka a hrdinu. Je vyobrazen na nejvyšší bankovce 500 leu, v zemi se nachází mnoho jeho soch, je po něm pojmenována řada škol a institucí. Výročí jeho narození a úmrtí vždy provází velkolepé oslavy.